# Jascha Washington
Jascha Washington est un acteur américain, né le 21 juin 1989 dans le Comté de Kings, en Californie, aux États-Unis.

## Filmographie

### Au cinéma
- 1998 : Ennemi d'État (Enemy of the State) de Tony Scott : Eric Dean
- 1999 : The Wood de Rick Famuyiwa : le frère de Mike
- 2000 : Dancing in September (en) de Reggie Rock Bythewood (en) : garçon au centre commercial
- 2000 : 3 Strikes de DJ Pooh (en) : le petit garçon
- 2000 : Big Mamma de Raja Gosnell : Trent Pierce
- 2000 : The Visit (en) de Jordan Walker-Pearlman (en) : Alex, jeune
- 2002 : Chiens des neiges de Brian Levant : Ted, jeune
- 2002 : Antwone Fisher de Denzel Washington : Jesse, à 8 ans
- 2006 : Vacances sur ordonnance de Wayne Wang : Darius
- 2006 : Big Mamma 2 de John Whitesell : Trent Pierce
- 2010 : The Final (en) de Joey Stewart : Kurtis

### Direct en vidéo
- 2006 : Magic Baskets 2 de David Nelson : Jerome

### À la télévision

#### Série télévisée
- 1997 : Brooklyn South : Theron Weeks

Saison 1, épisode 6 : Un révérend dans un jeu de quilles (A Reverend Runs Through It)
- 1997 : Urgences (E.R.) : Hector

Saison 4, épisode 8 : Le Cirque (Freak Show)
- 1998 : The Parent 'Hood (en) : Lamont

Saison 4, épisode 14 : Stand by Boo
- 1998 : L'Île fantastique (en) : Ari

Saison 1, épisode 2 : Superfriends
- 1999 : Demain à la une (Early Edition) : Chris Clark

Saison 3, épisode 16 : Qui a peur du rappeur ? (Number One with a Bullet)
- 1999 : Amy (Judging Amy) : Vaden Marquadt

Saison 1, épisode 8 : La Mort de près (Near Death Experience)
- 1999 : Snoops (en) : Daniel Jackson

Saison 1, épisode 9 : The Grinch
- 2000 : Gideon's Crossing : Eli Gideon
- 2001-2002 : Soul Food : Les Liens du sang : Avery

2001 : saison 2, épisode 11 : I'm Afraid of Americans
2002 : saison 2, épisode 16 : A Taste of Justice
- 2002 : Le Protecteur (The Guardian) : DeShawn Tralins

Saison 1, épisode 15 : Un amour sans limite (In Loco Parentis)
- 2003 : La Treizième Dimension (The Twilight Zone) : Lucas Tyler

Saison 1, épisode 33 : Memphis : Memphis
- 2003 : Wanda at Large (en) : Drayton Hawkins

Unaired Pilot
- 2003 : One on One : Flex Jr

Saison 3, épisode 11 : It's a Miserable Life
- 2004 : Da Boom Crew (en) : voix de Nate

13 épisodes
- 2004 : The Bernie Mac Show : Rich

Saison 3, épisode 7 : It's a Wonderful Wife
- 2004 : Washington Police : Miles Hendrix

Saison 4, épisode 20 : Guerre des gangs (Ten Thirty-Three)
- 2005 : Jack et Bobby : Brad Whistler

Saison 1, épisode 15 : La Tempête (Time Out of Life)
- 2005 : La Vie de palace de Zack et Cody (The Suite Life of Zack and Cody) : Drew

Saison 1, épisode 1 : Des amis très envahissants (Hotel Hangout)
- 2005 : Une famille presque parfaite (Still Standing) : Howard

Saison 3, épisode 19 : C'est qui le patron ? (Still the Boss)
- 2006 : Esprits criminels (Criminal Minds) : James Barfield

Saison 2, épisode 12 : De l'autre côté (Profiler, Profiled)
- 2007 : Dr House (House, M.D.) : Nick

Saison 3, épisode 21 : Deux frères (family)
- 2010 : Les Experts (CSI: Crime Scene Investigation) : un étudiant

Saison 10, épisode 13 : Abus de course (Internal Combustion)

#### Téléfilm
- 1999 : Michael Jordan: An American Hero (en) d'Alan Metzger (en) : Larry, à l'âge de 7 ans
- 2000 : Ali: An American Hero (en) de Leon Ichaso (en) : Rudy, jeune
- 2002 : Désordre affectif de Ron Lagomarsino : Earl
- 2012 : Amiennemies (Frenemis) de Daisy von Scherler Mayer : Kendall Coleman